# 广东江门中医药职业学院
广东江门中医药职业学院，简称江门中医药学院，是经广东省人民政府批准、国家教育部备案、广东省教育厅主管的全日制普通高等院校，学校代码：14610。学校始建于1984年的广东省江门卫生学校，1992年曾改名为广东省江门中医药学校，2017年改为现名。

## 院系设置
学校现设6个二级学院，共有20个专业。
- 基础医学院

- 护理临床学院

- 中医学院

- 南药学院

- 医学技术学院

- 马克思主义学院

## 附属医院
- 江门市第二人民医院（广东江门中医药职业学院附属医院）